# Золтан Блум
Золтан Блум (мађ. Blum Zoltán, Virág Zoltán) је био мађарски фудбалер, фудбалски репрезентатива Мађарске и фудбалски тренер. Учествовао је на Летњим олимпијским играма одржаним 1912. године у Стокхолму.
Између два светска рата, био је један од најзначајнијих мађарских фудбалских тренера и појединаца. Најдуже је радио као тренер у Ференцварошу.

## Играчка каријера

### Клубови
Придружио се Ференцварошу са тринаест година 1905. године и овом клубу је остао одан до 1927. године. Са Ференцварошем је освојио четири шампионата и три пута су били прваци у мађарском купу. Након што се није више могао изборити у први тим, играо је за још два мања тима, а на крају је завршио активан спорт у Вацу. У Ференцварошу је наступио на 416 утакмица, од којих су 222 биле у лиги. Постигао је укупно 5 голова.

### Репрезентација
У репрезентацији се појавио 38 пута између 1912. и 1925. године и постигао је један гол. Као члан олимпијске репрезентације Мађарске учествовао је на фудбалском турниру Олимпијских играра у Стокхолму 1912. године.

## Тренерска каријера
Између 1930. и 1937. био је други званични тренер Ференцвароша, наследивши свог бившег саиграча Иштвана Тота Поћу. Седео је на клупи у 351 мечу током седам година, што је рекорд. За његово име везују се две шампионске титуле и две победе у купу, од којих је једна легендарна 1931/32 100% шампионска титула, када Ференцварош није изгубио ниједну утакмицу а такође није играо ни нерешено. У тој сезони Ференцварош је постигао 105 гола а примио само 18. Током 1937. је четврт године био тренер Нађвара. Такође је тренирао румунски фудбалски клуб Арад на годину дана, где је водио тим до шампионске титуле.

## Достигнућа

### Играч
- Летње олимпијске игре
  - 5.: 1912. Стокхолм
- Првенство Мађарске
  - шампион: 1911/12, 1912/13, 1925/26, 1926/27.
- Куп Мађарске
  - победник: 1912/13, 1921/22, 1926/27

### Тренер
- Првенство Мађарске
  - шампион: 1931/32, 1936/37.
- Куп Мађарске
  - победник: 1932/33, 1934/35.
- Митропа куп (Средњоевропски куп)
  - победник: 1937
- Прва лига Румуније у фудбалу
  - шампион: 1946/47.